# Bret Hart
Bret Sergeant Hart (Calgary, 2 de juliol de 1957), més conegut simplement com a Bret Hart o "The Hitman", és un exlluitador professional, autor i actor canadenc, que va treballar a l'empresa World Championship Wrestling (WCW) des del 1976 fins al 2000. Hart, al llarg de la seva carrera va aconseguir diversos títols de campió. Bret Hart era germà gran del difunt Owen Hart.